# Neolamprologus prochilus
Neolamprologus prochilus là một loài cá thuộc họ Cichlidae. Nó là loài đặc hữu của hồ Tanganyika nơi nó được tìm thấy ở Zambian coast.